# 拉滕贝格
拉滕贝格是德国巴伐利亚州的一个市镇。总面积30.22平方公里，总人口1857人，其中男性931人，女性926人（2011年12月31日），人口密度61人/平方公里。